# Organització territorial del Canadà
L'administració territorial del Canadà depèn de l'autoritat del Parlament d'Ottawa, de les deu províncies i dels tres territoris. El territori s'agrupa en sis regions diferents i es subdivideix en diversos sectors geogràfics.
La divisió territorial canadenca més important és la província o el territori. A causa del federalisme canadenc, el Parlament federal no té cap autoritat directa sobre les províncies. L'acord d'autonomia és semblant als territoris. Les províncies i els territoris es poden agrupar en regions (de 3 a 7 segons les agrupacions).
Cadascuna de les províncies i territoris es divideix a continuació segons les seves pròpies administracions. Habitualment, les administracions municipals estan sota la jurisdicció de les autoritats legislatives provincials, així com totes les competències que la Constitució canadenca els reserva exclusivament. Tanmateix, en funció de les competències específiques del Parlament Federal, el Govern del Canadà pot establir altres unitats geogràfiques a través de les quals es traduiran els serveis prestats pels seus ministeris i altres oficines. El cens, l'estadística i la propietat pública són sota la competència exclusiva d'aquest mateix Parlament, aquestes unitats geogràfiques prescrites pel govern federal influirien en les administracions provincials així com en la distribució i organització dels seus altres càrrecs i oficines.

## Unitats geogràfiques normalitzades

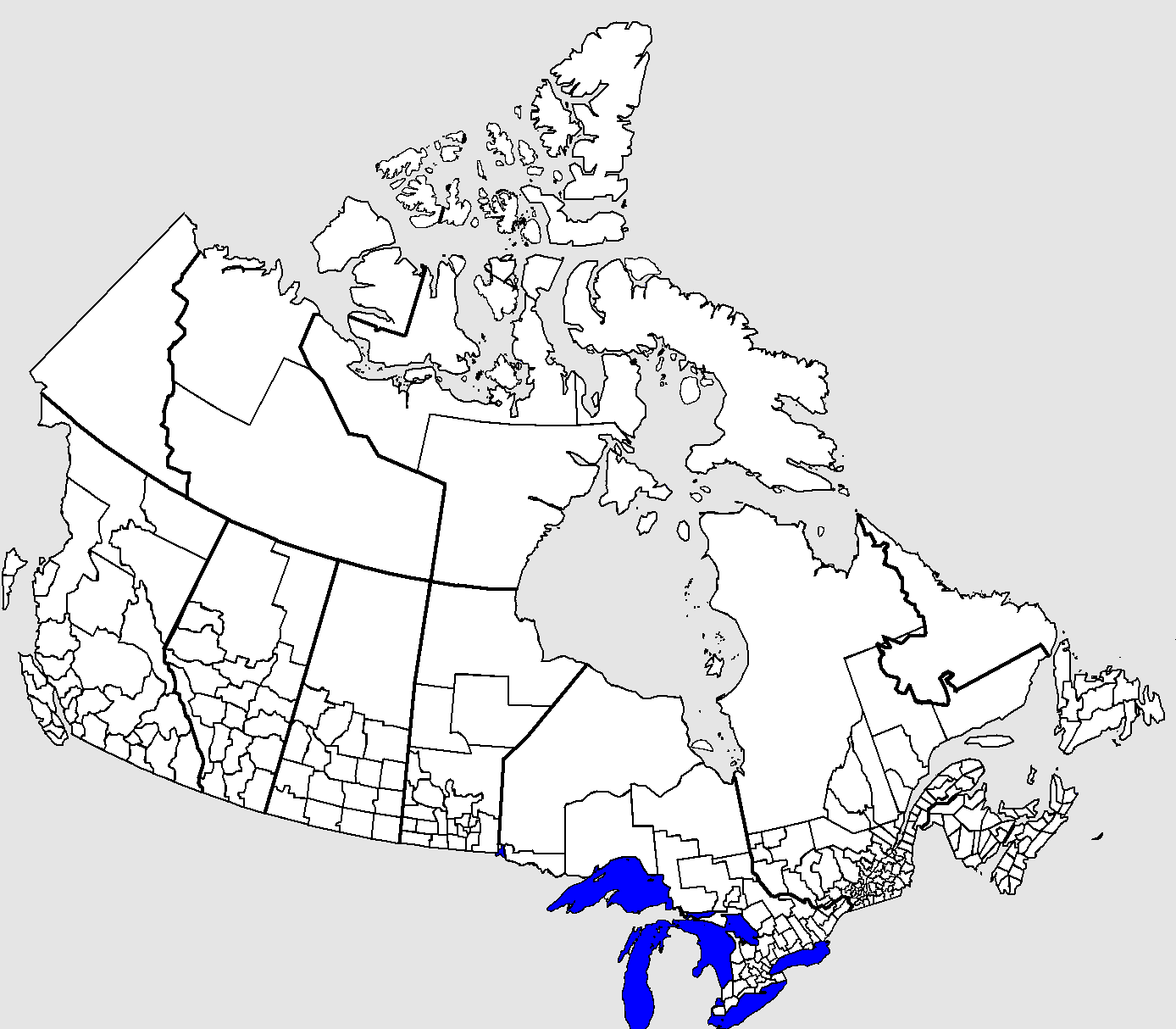
Divisions censals del Canadà.

A efectes dels censos i de les administracions del govern canadenc, la Classificació Geogràfica Estàndard desenvolupada per Estadística Canadà permet estandarditzar la diversitat de nomenclatures entre províncies i territoris.

### Regions geogràfiques
Les regions geogràfiques estandarditzades reuneixen tota la terra del Canadà i són sis: l'Atlàntic (1), Quebec (2), Ontario (3), les Prades (4), la Colúmbia Britànica (5). ) i els Territoris (6).
Són agrupacions de províncies i territoris que tenen coherència geopolítica cadascuna i serveixen per presentar estadístiques a efectes de les administracions federals i transprovincials.

### Províncies i territoris (PR)
Les províncies i els territoris federals són les unitats geogràfiques més estables i permanents del Canadà, que abasten la totalitat del territori. Aquestes són les úniques àrees geogràfiques que van ser establertes específicament per la Constitució del Canadà, la llei suprema de l'estat canadenc.
Les províncies són les unitats constitutives de la Federació Canadenca, per això el paper essencial que juga la seva unió condiciona i configura tot el sistema polític canadenc. Cadascun d'ells formava l'àmbit geogràfic d'un membre de la Federació, és a dir, un domini en el qual la Corona canadenca havia d'exercir la sobirania. Així, cada Estat Federat posseeix una autoritat legislativa que li pertany segons la llei fonamental del país i que, per naturalesa, limita el dret d'interferència del Parlament Federal i de les altres legislatures provincials pel que fa als drets, competències i privilegis que ell. la seva exclusivitat. Hi ha deu províncies: Terranova i Labrador (10), Illa del Príncep Eduard (11), Nova Escòcia (12), Nou Brunswick (13), Quebec (24), Ontario (35), Manitoba (46), Saskatchewan (47) , Alberta (48) i Colúmbia Britànica (59).
D'altra banda, els territoris federals conformen totes les terres canadenques de manera que el poder legislatiu del Parlament d'Ottawa es podria estendre a tots els assumptes, tenint la primacia en totes les legislatures fora de la província. Com a tal, l'Estat federal s'assimilava a un Estat unitari, l'exercici de la sobirania del qual es concentrava en un sol lloc i el poder del qual estava descentralitzat en dominis que eren delegats per comissió a uns quants organismes reguladors. Hi ha tres territoris federals: Yukon (60), Territoris del Nord-oest (61) i Nunavut (62).

### Regions econòmiques (RE)
Una regió econòmica està formada per un grup de divisions censals senceres (excepte una a Ontario) que juntes formen una activitat econòmica coherent.

### Divisions censals (CD)
Les Divisions censals del Canadà és terme genèric que designa organitzacions supramunicipals o territoris equivalents. Una divisió censal és un districte que coincideix amb el territori d'un municipi superior o amb un territori equivalent, amb independència del gènere al qual correspongui segons classificacions provincials.

### Subdivisions censals (CSD)
Una subdivisió censal és una àrea que coincideix amb el territori d'un municipi inferior o amb un territori equivalent, independentment del tipus a què pertanyi segons classificacions provincials.